# Batracomorphus ariaramnes
Batracomorphus ariaramnes är en insektsart som beskrevs av Rauno E. Linnavuori och Quartau 1975. Batracomorphus ariaramnes ingår i släktet Batracomorphus och familjen dvärgstritar. Inga underarter finns listade i Catalogue of Life.